# Йонас Елвікіс
Йонас Елвікіс (лит. Jonas Elvikis; нар. 9 липня 1982, Шилале, Литва) — литовський баскетболіст, атакувальний захисник та легкий форвард.

## Життєпис
Дорослу баскетбольну кар'єру розпочав 2002 року в литовському клубі «Шилуте». Потім виїхав до Німеччини, де захищав кольори клубу «Фейзенфельс Міттердойчер». У 2004 році повернувся до Литви, виступав за «Нептунас» (Клайпеда) та «Шилуте». У 2007 році знову виїздить за кордон. Спочатку виступає за скромний іспнський клуб «Тіхола», а потім переїздить до України, де виступає за сумський «Сумихімпром». У 2009 році повертається до Литви, де захищає кольори клубів «Утенос Ювентус», «Вільнюс КК Академія» та «Перлас» (Вільнюс). Баскетбольну кар'єру завершив 2016 року виступами в «Люшисі».

## Досягнення
- Національна баскетбольна ліга Литви (Д2)
  -  Срібний призер (1): 2003

- Кубок Європи ФІБА
  -  Володар (1): 2004

- Чемпіонат Литви з баскетболу (Д1)
  -  Бронзовий призер (1): 2004

- Балтійська баскетбольна ліга (Кубок виклику)
  -  Чемпіон (1): 2011